# 12094 Мазумдер
12094 Мазумдер (12094 Mazumder) — астероїд головного поясу, відкритий 21 квітня 1998 року.
Тіссеранів параметр щодо Юпітера — 3,627.